# 勝井五八郎
勝井 五八郎（かつい ごはちろう、文化12年1月12日（1815年2月20日） - 慶応元年5月2日（1865年5月26日））は、江戸時代末期（幕末）の対馬府中藩家老。諱は員周（かずちか）。一般的に勝井騒動の指導者として知られる。
父は勝井五郎吉。妹・たみは宗義和の側室で、宗義達の生母。
天保3年（1832年）9月より無禄で奉公を始める。弘化4年（1847年）に妹・たみが男子（後の宗義達）を生み、それ以前に他の側室・碧が生んだ勝千代との間で世子争いが発生する。勝千代が世子となるが、安政6年（1859年）に勝千代が死去。そこで五八郎は藩政改革を行い、側室の碧と碧派の人物を排除した。文久2年（1862年）8月、脱藩した四十二士を支援し、江戸詰家老の佐須伊織を殺させた。文久3年（1863年）4月、馬廻に就任し、執政となった。
同年5月、京都・雙林寺で行われた在京藩会議において佐幕論を展開し、大浦教之助・平田大江らの尊王攘夷派との衝突を起こした。元治元年（1864年）3月、側用人から大勘定執務に昇進。4月、大浦の子・作兵衛に刺客を放ち、自殺に追い込んだ。9月29日、大浦らを弾劾するため、同志26人と共に対馬藩領の肥前国田代を発し、10月13日に対馬西ノ浜に上陸すると、宗義達を擁してクーデターを起こし、尊王攘夷派の弾圧を始めた。11月、奥家老（石高1100石）となる。
慶応元年（1865年）4月29日夜、樋口謙之亮ら29人により側近の3人が殺害される。樋口が代表として藩主・義達にそれを報告し、義達は五八郎の誅殺を命じた。5月2日、山中に一旦逃れ、夜間に帰宅したところを殺害された。